# 多布里夫利亞尼 (扎列希基區)
48°40′13″N 25°45′13″E / 48.67028°N 25.75361°E

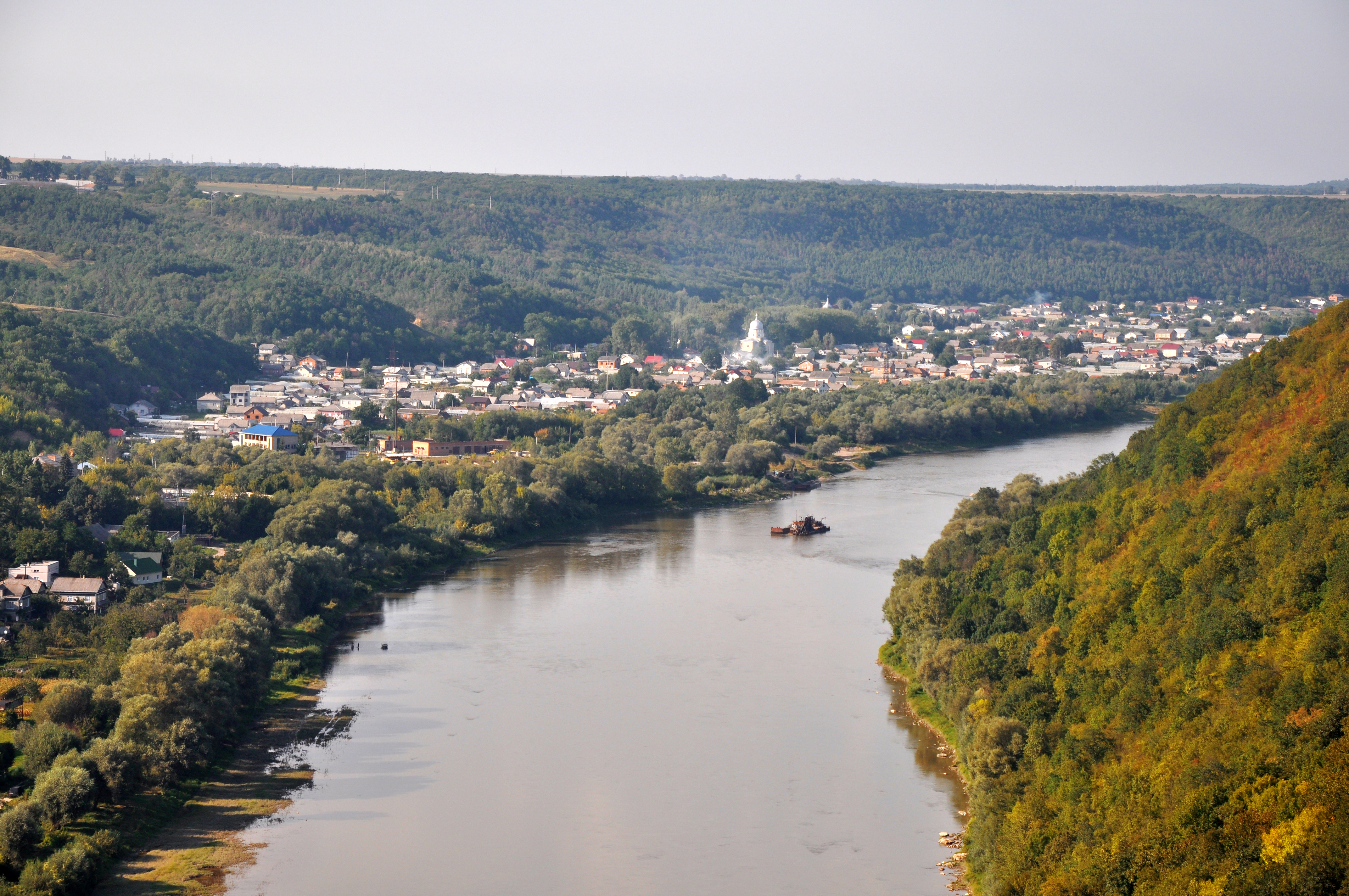

多布里夫利亞尼（烏克蘭語：Добрівляни）是位於烏克蘭西部特諾皮爾州裏喬爾特基夫區的村莊，始建於1440年，面積12.4平方公里，2001年人口1,980，人口密度每平方公里159.2人。